# Токтобекова, Асем
Асем Токтобекова (род. 25 июля 1986) — кыргызская актриса, режиссёр и певица.

## Образование
- Окончила 5-ю Национальную компьютерную школу г. Бишкек 2004 г.
- КНУ им. Ж. Баласагына ИИМОП, факультет международных образований специальность — Внешняя политика 2004—2009.
- Кыргызский Государственный Университет Культуры и Искусства им. Б. Бейшеналиевой, факультет СКД (Социально-культурная деятельность) 2011—2014 гг.

## Опыт работы
- Типография «Бийиктик» 2004—2005 гг.
- Преподаватель по танцам «Лидер» при КНУ им. Ж. Баласагына 2004 г.
- Преподаватель по танцам «Silk Way» 2004—2005 гг.
- Главная героиня в фильме Э. Абдыжапарова «Светлая прохлада» 2005 г.
- Главная героиня в первом театральном кыргызском мюзикле «Махабат Чолпон Жылдызы» 2006 г. театр «Тунгуч»
- Главная героиня в кратко метражном фильме «Адашкандар» 2009 г. режиссёр Асем Токтобекова
- Главная героиня в кратко метражном фильме Эльнуры Осмоналивой «Шам чырак» 2009 г.
- Художник по костюмам и главная героиня в фильме Эрнеста Абдыжапарова «Влюбленный вор» 2009 г.
- Главная героиня в кратко метражном фильме Данияра Абдыкеримова «Сагындым» 2010 г.
- Посол Доброй Воли JICA[англ.] в Кыргызстане с 2010 г. по 2012 г.
- Режиссёр и главная героиня художественного фильма «Көк жал» 2014г
- Создатель и ген. директор студии «Asem Production», эстрадная певица, Хореограф, Модельер-Дизайнер, киноактриса и кинорежиссёр.
- Роль вторго плана в фильме «Махабат» 2017 г. Режиссёр Мурат Мамбетов, продюсер Шайыр Касымалиева
- Одна из ролей художественного музыкального фильма «Песнь древа» («Дарак ыры» кинодастаны) реж. Айбек Дайырбеков 2018 г.
- Одна из главных ролей в теле сериала КТРК «Акшоола» 2018 г. Одна из главных ролей в теле сериала КТРК «Акшоола» 2018 г.
- Режиссёр и главная героиня художественного фильма «Сүйүү күчү» 2018г
- Одна из главных ролей кинокомедии «Такебай» реж. Бакыт Осмонканов 2018 г.
- Владелец центра красоты «ASEM Beauty» с 2018 г.

## Награды
- Лауреат и обладательница главного приза «За самый женственный образ» на 10-м Международном кинофестивале «Восток-Запад». Баку, Азербайджан 2008 г. За роль в фильме «Боз Салкын» («Светлая прохлада») Эрнест Абдыжапаров.
- Награждена почетной грамотой Министерство Культуры Информации и туризма КР, «За особый вклад в развитии культуры» 2009 г.
- «Мисс очарования» 2010 г. по версию проекта «Мисс Шоу Бизнеса» телеканала НБТ-Бишкек.
- Дипломант Государственной молодёжной премии им. Ч. Т. Айтматова, «За лучшее достижение в области кино и телевидения» 2010г
- «Лучшая актриса года 2014» за роль в фильме «Көк жал» по версии информационного сайта www.maalymat.kg за роль в фильме «Көк жал».
- «Лучшая актриса года 2014 г.» по версии газеты «Лидер инфо» за роль в фильме «Көк жал».
- «Лучшая актриса года 2014» по версии мастер класса Эрнеста Абдыжапарова SEA за роль в фильме «Көк жал».
- «Лучшая актриса года 2014г» по версии журнала «Санат KG» и фонда имени Ч. Сатаева за роль в фильме «Көк жал».
- «Актриса года 2014» по версии газеты «Супер инфо» за роль в фильме «Көк жал».
- «Отличник культуры», Министерство Культуры Информации и туризма КР 2015 г.
- Член Союза кинематографистов и экспертной комиссии Департамента кинематографии МКИиТ КР.
- Награждена медалью за вклад кыргызкого кино Департамента кинематографии МКИиТ КР «Отличник кыргызсного кино» 16-ноября 2018 г.
- Почетная грамота и медаль «XXI кылымдын жылдыздары» 13-декабря 2018 г.
- Актриса года по версии GEZIT.KG 20-декабря 2018 г.
- Член Конгресса Женщин Кыргызстана с 26.09.2019 г.
- Обладатель золотой медали Конгресс Женщин Кыргызстана «Лидер Женщина» 2019 г.
- Почётная грамота Кыргызской Республики (27 августа 2021 года)[2].

## Участие фильмов на международных кинофестивалях
- Фильм «Боз Салкын» («Светлая прохлада») участник 60-го Каанского юбилейного кинофестиваля с 16 по 21 мая 2007 г.
- Иссык-Кульский кинофестиваль стран ШОС Второй по значимости приз -«Серебряный тундук» получила картина «Боз салкын» («Светлая прохлада») Э. Абдыжапаров 10 сентября 2007 г.
- Гран При на IV международный фестиваль «Евразия» в Казахстане, конкурс фильмов Центральной Азии и тюркоязычных стран. Фильм «Боз Салкын» («Светлая прохлада») Э. Абдыжапаров с 23 по 29 сентября 2007 г.
- Фильм «Боз Салкын» («Светлая прохлада») Э. Абдыжапаров номинирован в категории Лучший фильм СНГ и Балтии Национальной кинематографической премии «НИКА» 2007 29 февраля 2008 г.
- Фильм «Боз Салкын» («Светлая прохлада») Э. Абдыжапаров. Участник конкурса 36th International Film Festival Serbia, Belgrade 22nd February — 2nd March 2008